# Harriet Backer

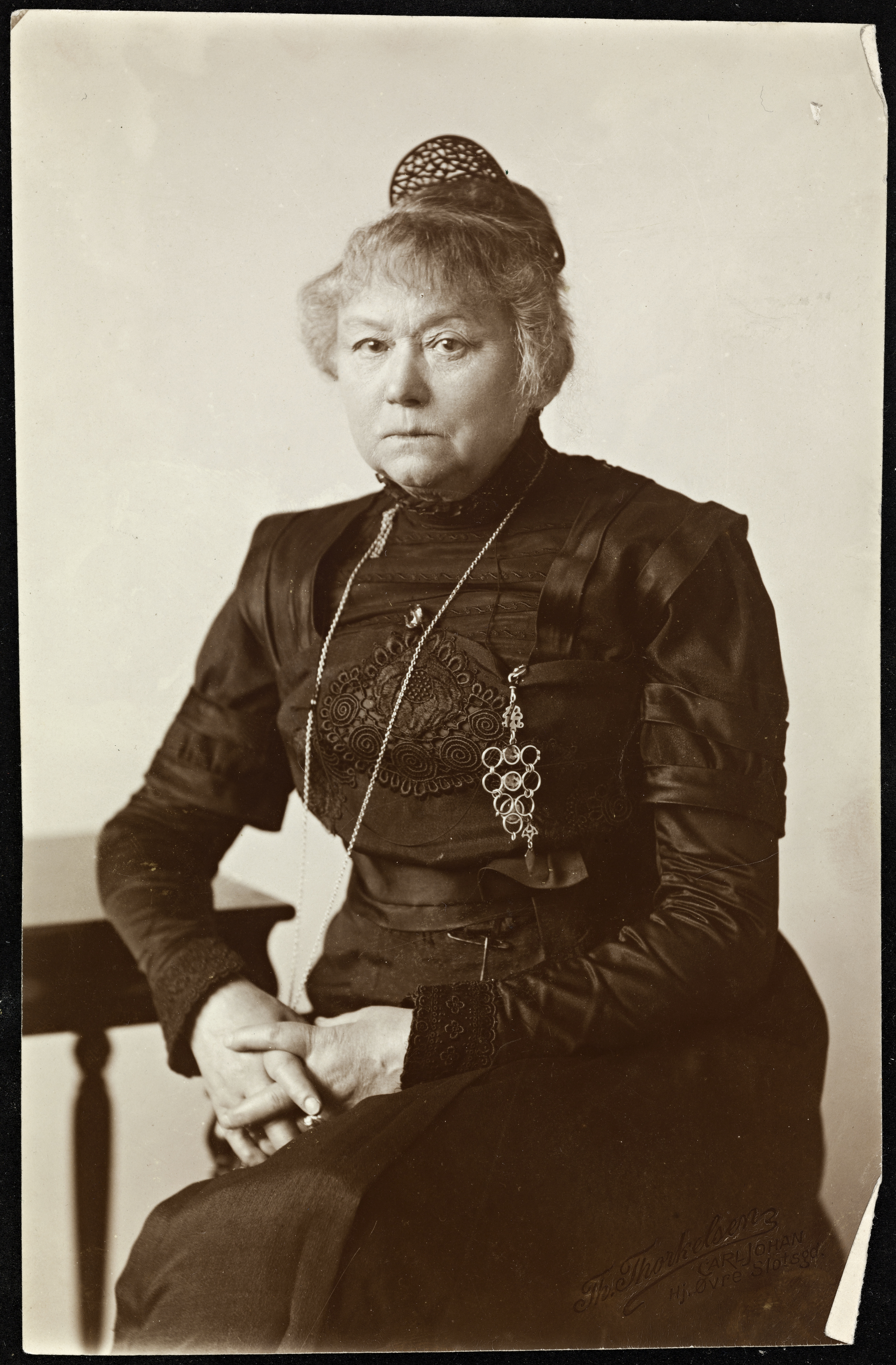
Harriet Backer

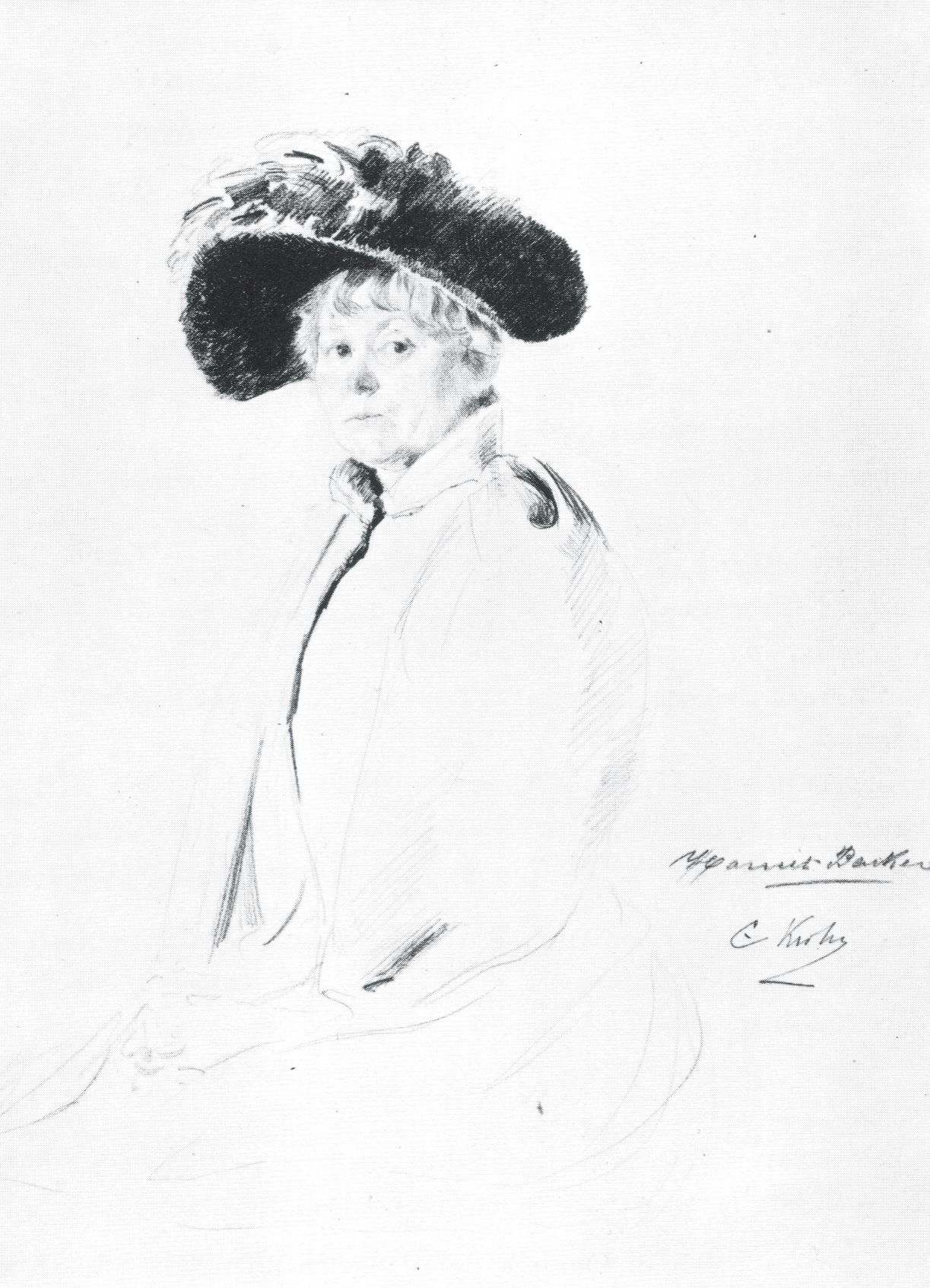
Backer door Christian Krohg

Harriet Backer (Holmestrand, 21 januari 1845 – Oslo, 25 maart 1932) was een Noors kunstschilderes. Ze werd vooral bekend om haar schilderijen van interieurs, met veel aandacht voor de lichtinval.

## Leven en werk
Backer werd geboren in een welgestelde familie. Op twaalfjarige leeftijd verhuisde ze naar Kristiania (Oslo) en nam tekenlessen bij Joachim Calmeyer. Vervolgens bezocht ze de schilderschool van Knud Bergslien (1871–74). Later ging ze in de leer bij Eilif Peterssen. Van 1878 tot 1888 woonde ze in Parijs, waar ze werkte in het atelier van Léon Bonnat. Ze volgde ook les bij Jules Bastien-Lepage in de Académie Trélat. Te Parijs werd ze sterk beïnvloed door het naturalisme en het impressionisme, vooral ook voor wat betreft de focus op licht. In 1880 werd haar schilderij "Solitude" tentoongesteld in de Parijse Salon.
Ze reisde veelvuldig door Europa, vaak samen met haar zuster, de pianiste Agathe Backer Grøndahl. Een andere reisgenote was landgenote Kitty Kielland, met wie ze in Parijs had samengeleefd. Ze werkten samen in Concarneau in Bretagne en maakten een rondreis door Noorwegen, in het gezelschap van Erik Werenskiold. In 1889 won ze een medaille op de Wereldtentoonstelling te Parijs voor het schilderij "Chez moi".
Backer maakte zich aanvankelijk technieken eigen die nodig waren voor het schilderen en plein air, maar zou zich uiteindelijk vooral richten op de lichtinval van buiten naar binnen dan op landschappen. Zelf omschreef ze haar werk als "plein air in het interieur". Ook legde ze zich toe op de weergave van kunstmatig licht. Goed voorbeeld is haar schilderij "Bij lamplicht" (1890), waar het licht van de olielamp en het vuur in de kachel nauwkeurig zijn weergegeven, terwijl de schaduwen een mysterieuze sfeer creëren. De duisternis accentueert de eenzaamheid van de figuur, een thema dat ook werd gebruikt door andere Noorse kunstenaars als Edvard Munch en Vilhelm Hammershøi.
Van 1889 tot 1912 had Backer te Kristiana een eigen schilderschool en gaf les aan vooraanstaande Noorse kunstenaars, onder wie Nikolai Astrup, Halfdan Johnsen Egidius, Harald Oskar Sohlberg en ook de schrijfster Cora Sandel. Ze was lid van de Nordlendingenes Forening en ontving in 1912 de 'Petter Dass-medaljen'. Ze overleed in 1932, op 87-jarige leeftijd.
Veel van haar werk is te zien in het Nationaal kunstmuseum te Olso, het Stavangermuseum en het Bergen Museum.

## Galerij

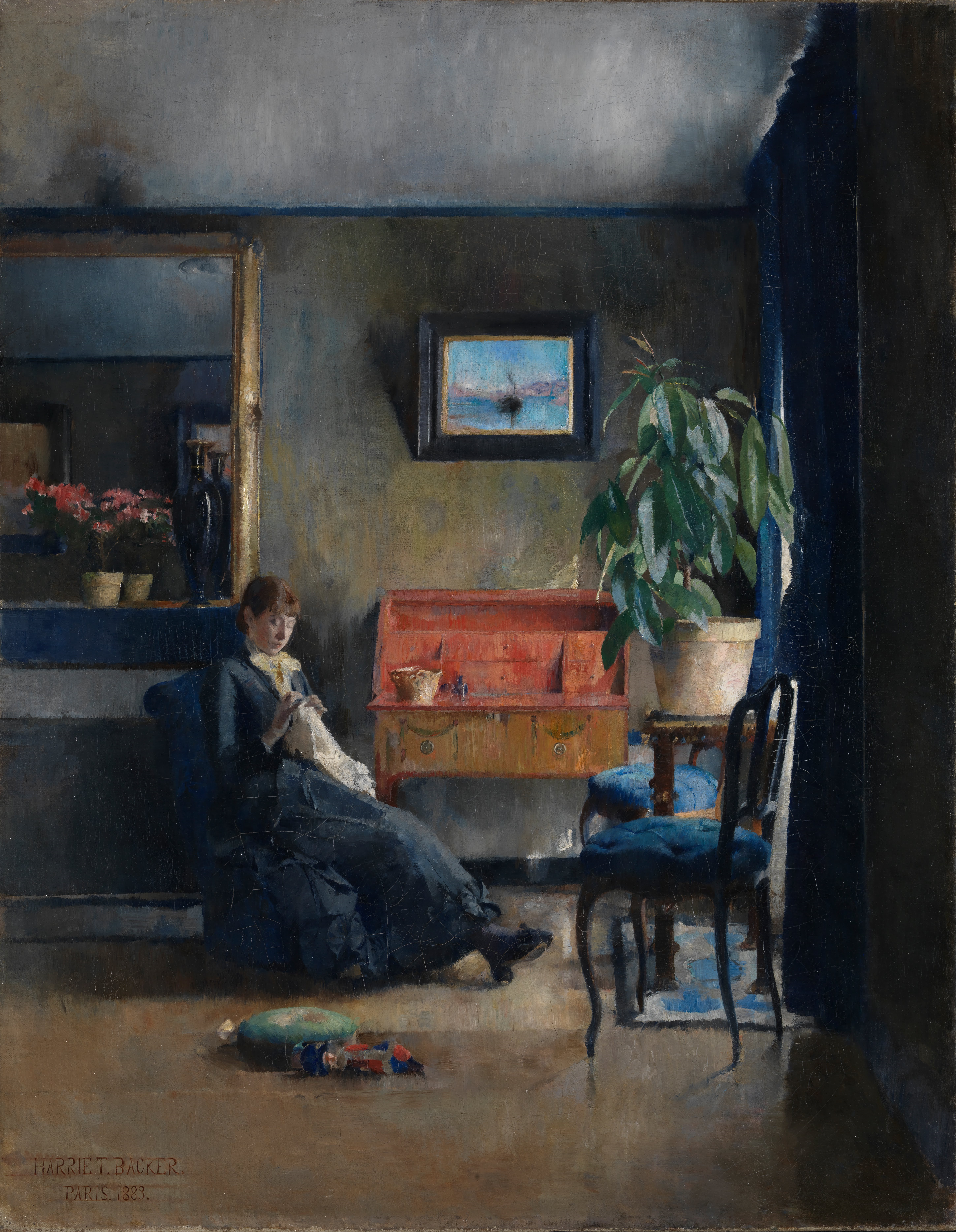
Blue Interior
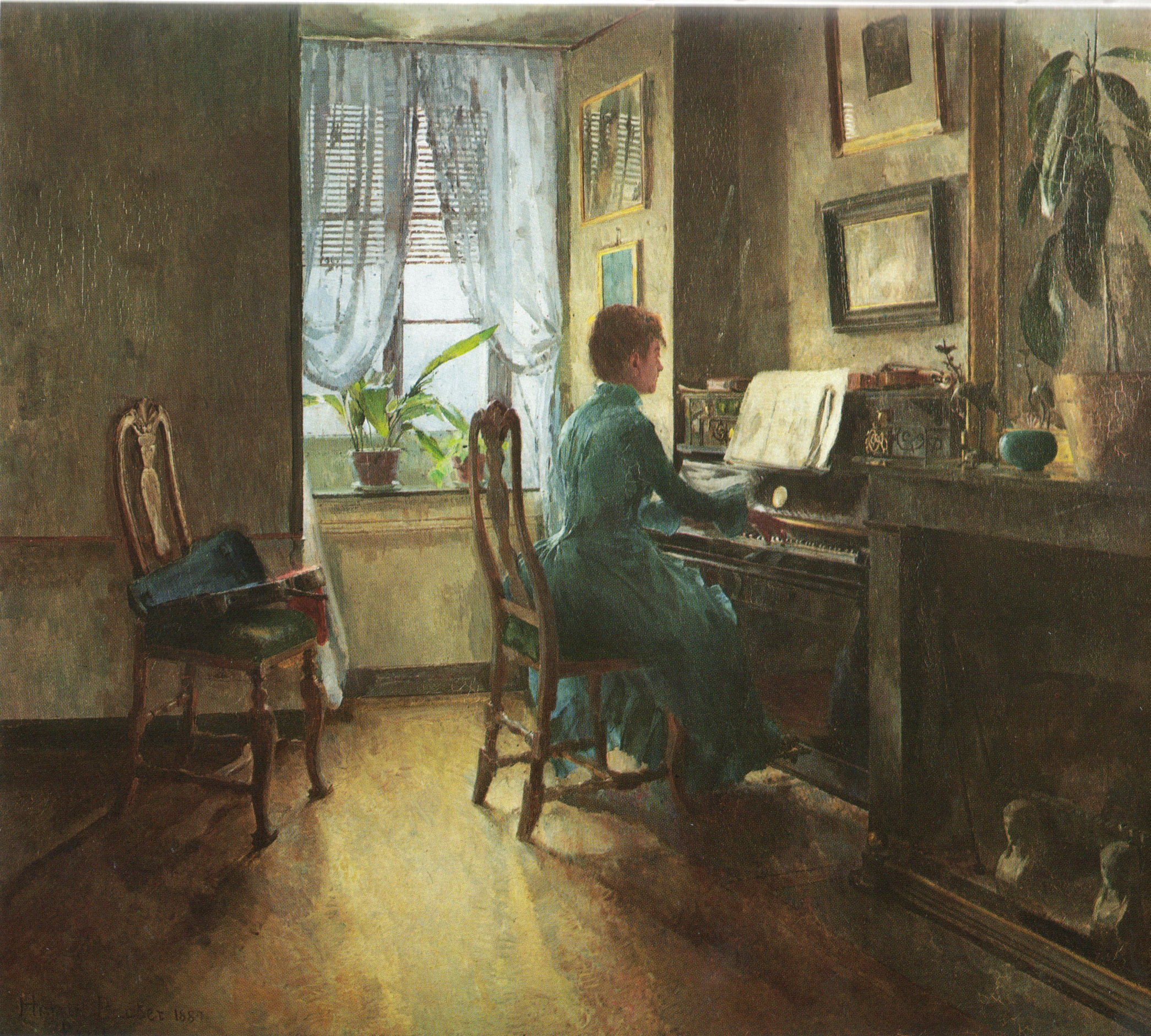
Chez moi
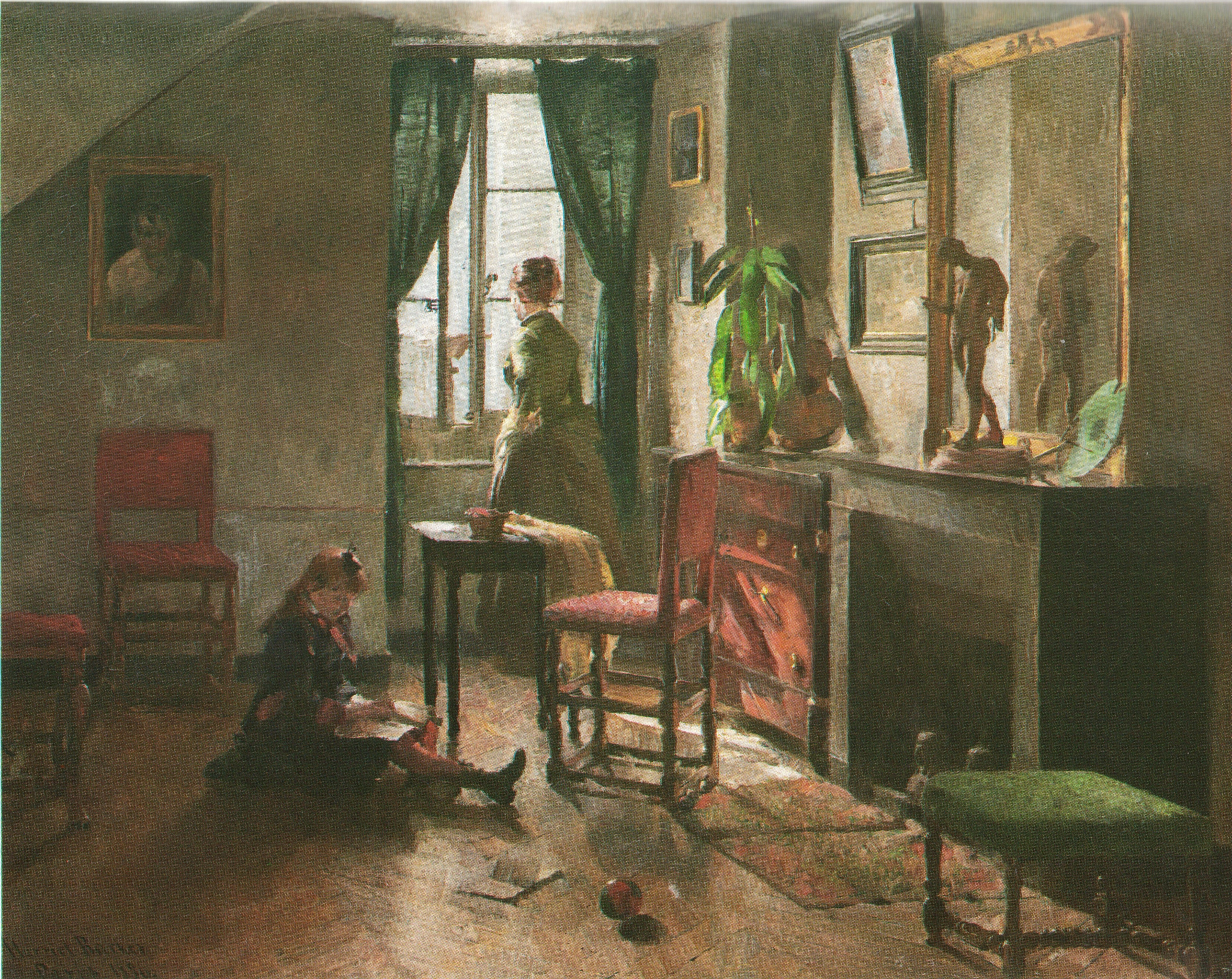
Interieur met figuur
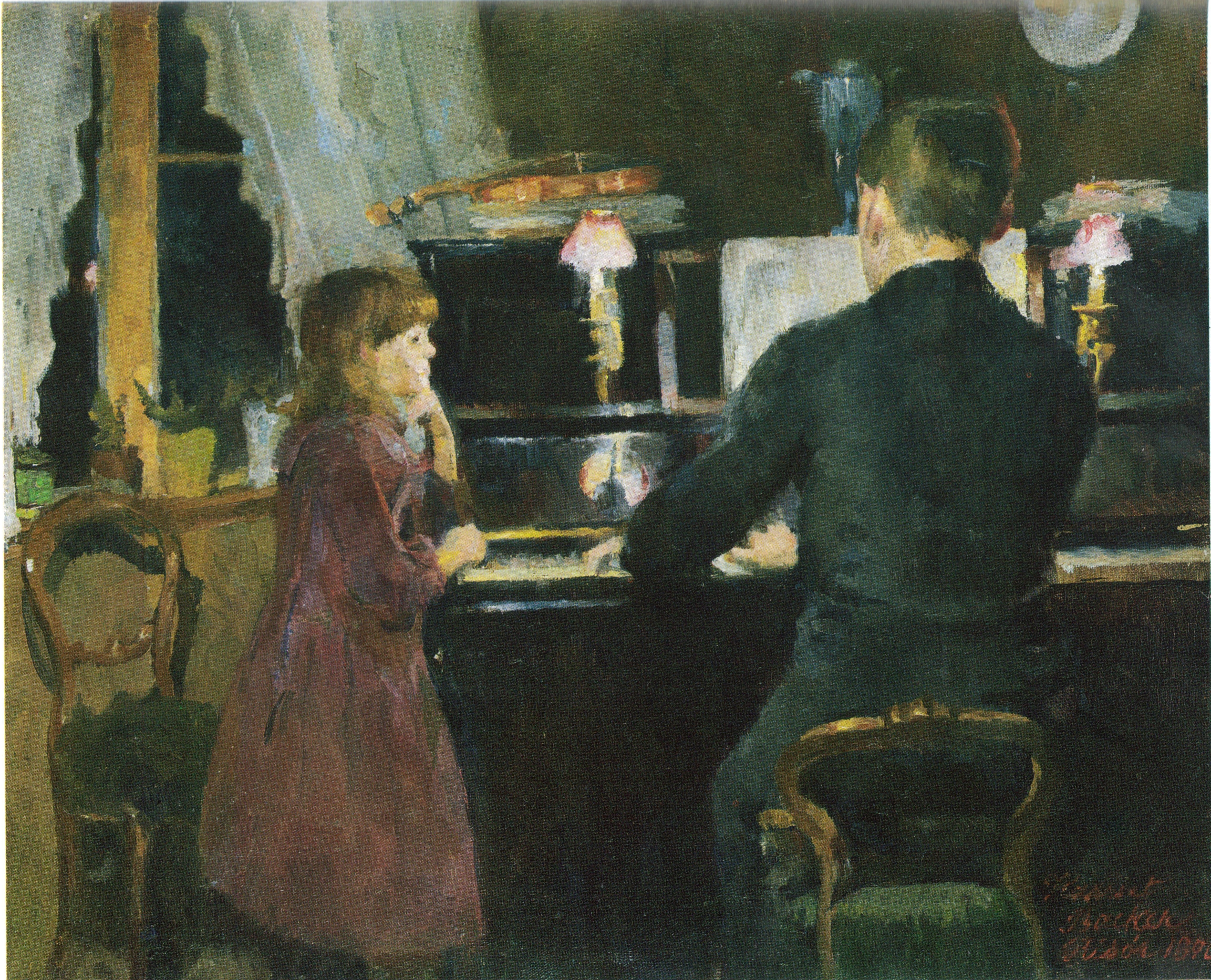
De grote broer speelt
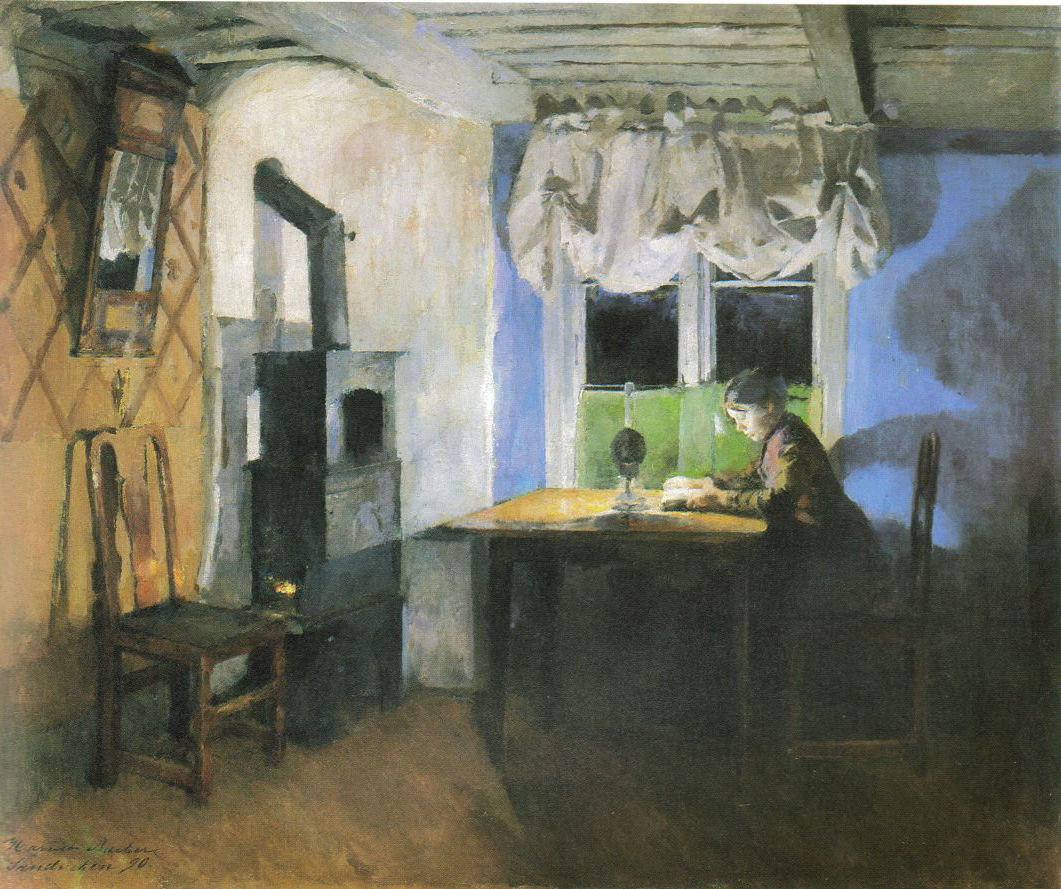
Bij lamplicht
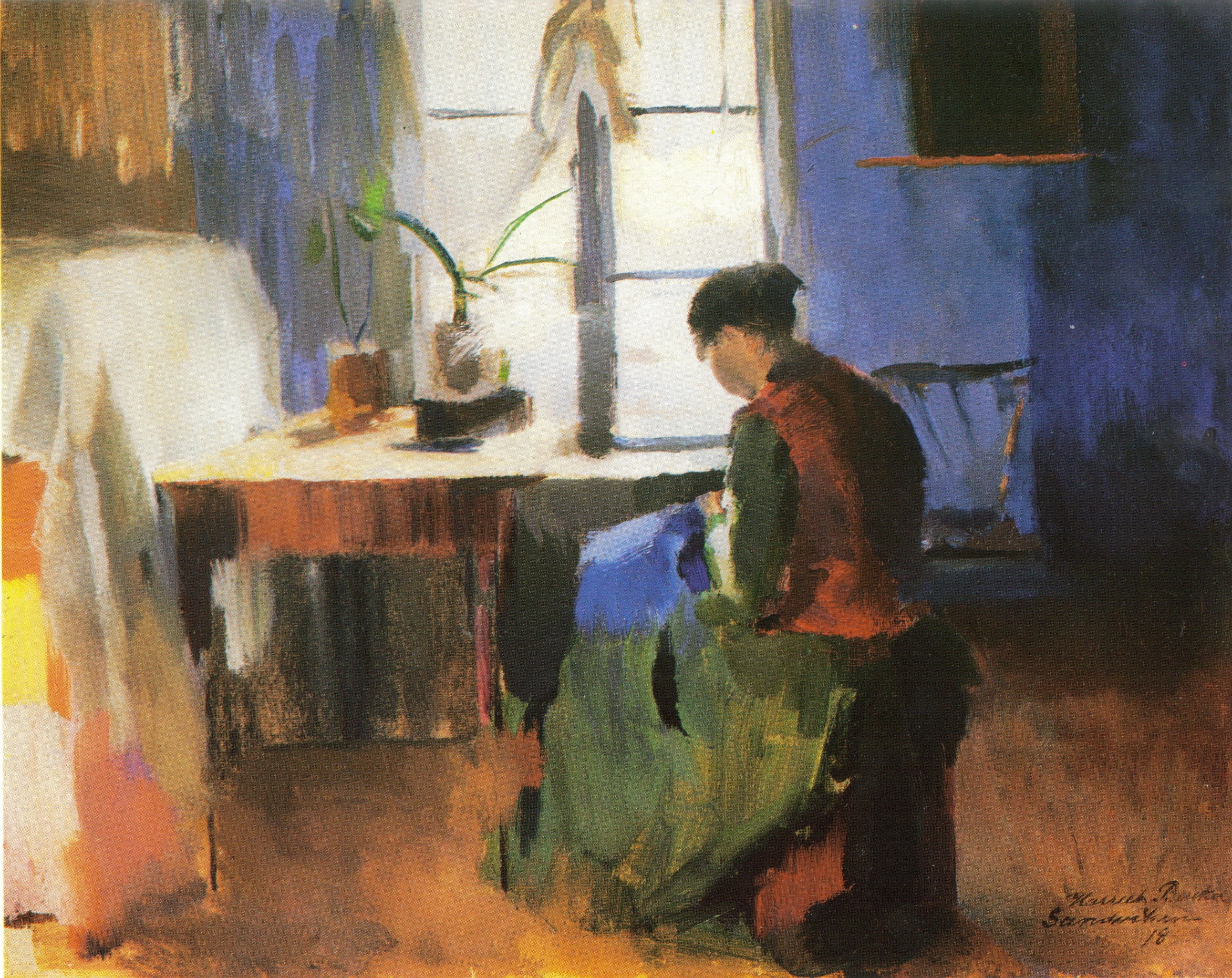
Vrouw aan het naaien
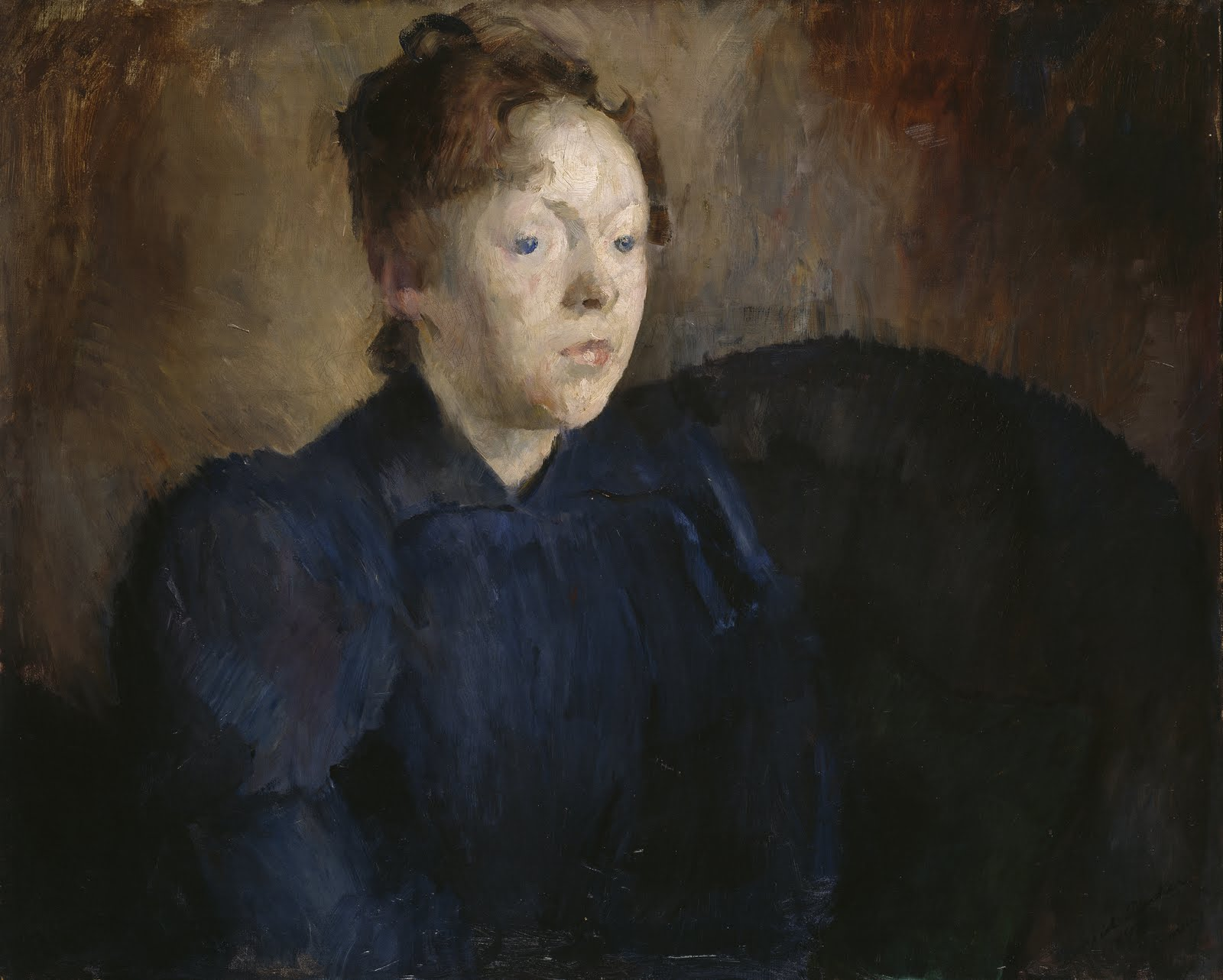
Portret van Nenna Jahnson
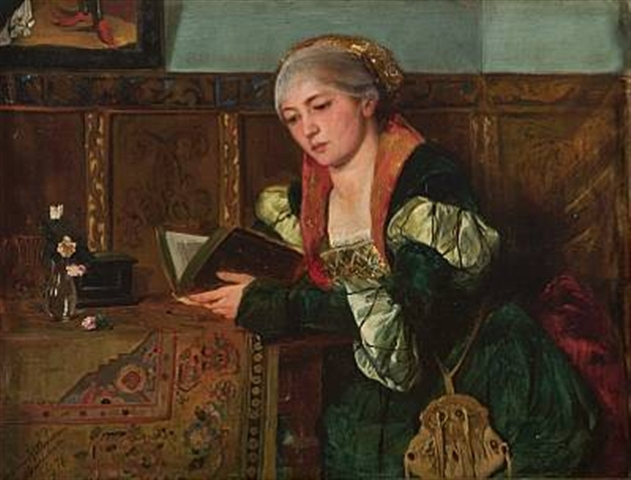
Lezende vrouw in renaissancedracht
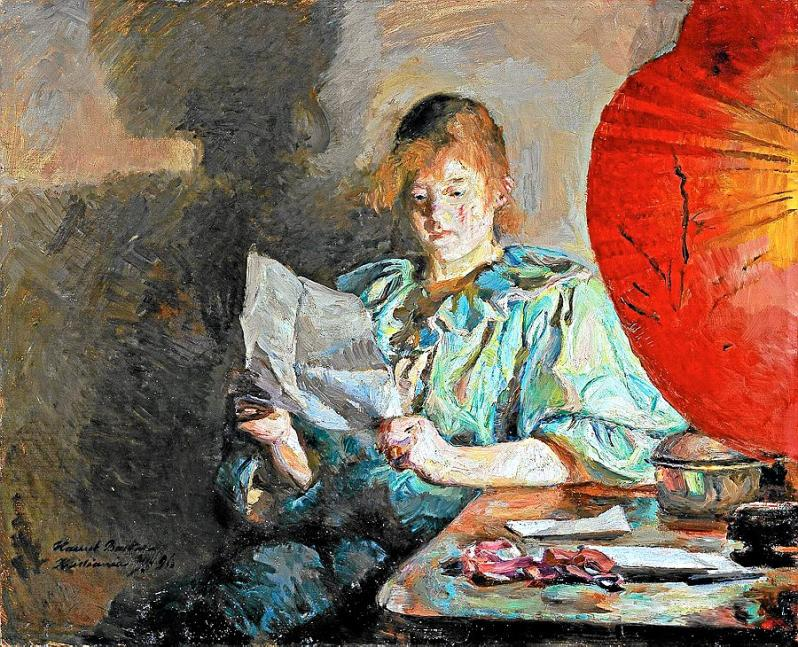
Meisje leest brief
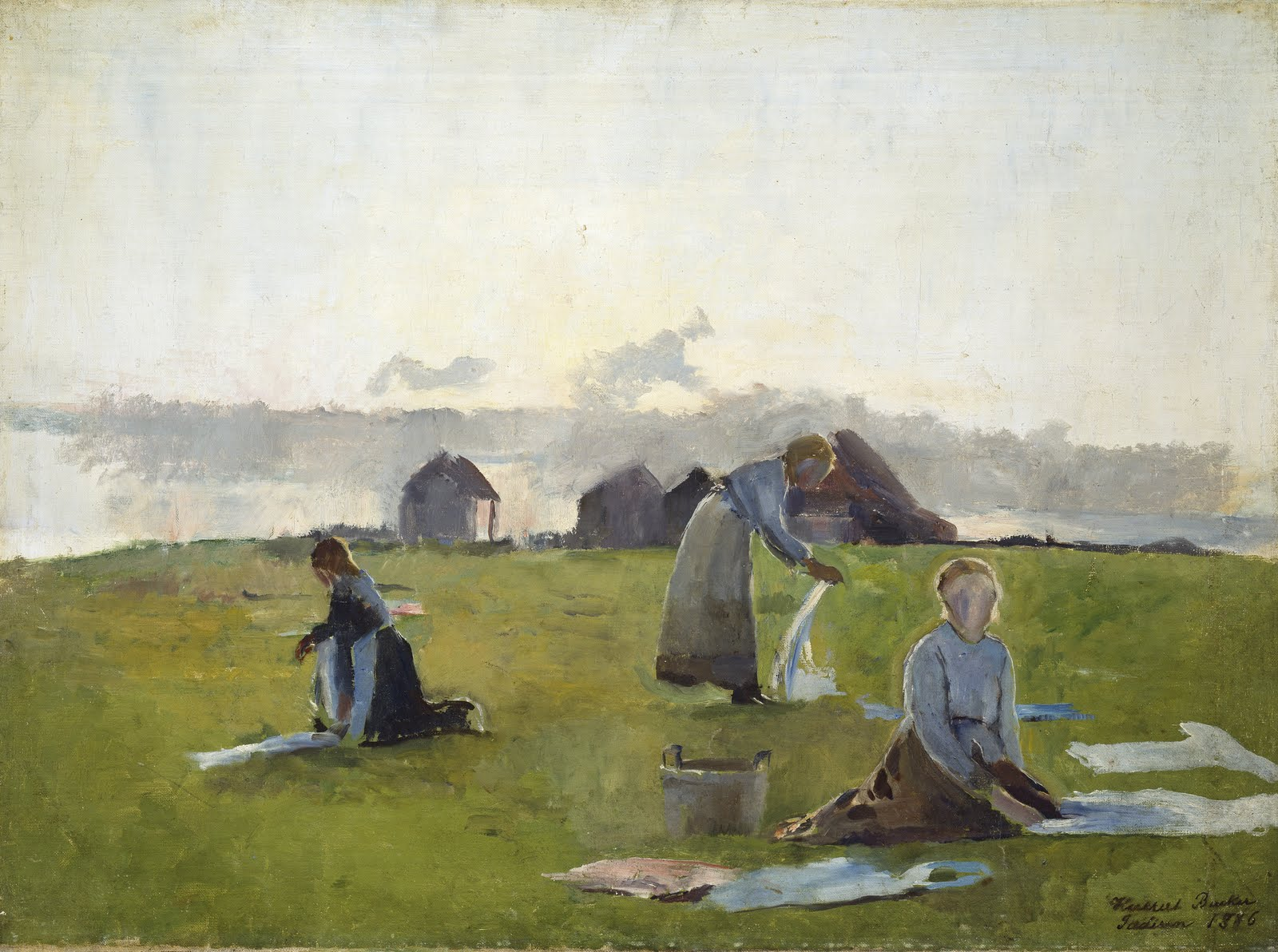
Kleren drogen